# Globoside

es Structure d'un globoside GalNAc-Gal-Gal-Glc-céramide.

Un globoside est un glycosphingolipide contenant au moins deux résidus osidiques ; ces derniers sont le plus souvent une combinaison de D-galactose, de N-acétylgalactosamine et de D-glucose. Ce sont des composés électriquement neutres à pH = 7 qui ne contiennent pas de fonction amine libre.
Plus de 130 globosides différents ont été décrits, différant les uns des autres par les acides gras de l'unité céramide. Ce sont des acides gras à très longue chaîne, tels que l'acide lignocérique (C24, saturé), l'acide nervonique (C24, insaturé en oméga-9) et l'acide cérébronique (correspondant à l'acide lignocérique α-hydroxylé).